# Elecciones parlamentarias de Chile de 1864
Las elecciones parlamentarias de 1864, se efectuaron el 27 de marzo de ese año durante la administración de José Joaquín Pérez (1861-1871). La novedad de esta elección consiste en el surgimiento de un nuevo partido político que alcanzó representación parlamentaria. Se trata del Partido Radical, que se consolidó como una importante fuerza política en los siglos XIX y XX. Esto supone un cambio en el sistema de partidos políticos, consolidándose un régimen compuesto por cuatro partidos principales: Conservador, Liberal, Nacional y Radical. En estas elecciones, nuevamente resultaron electos diputados por las provincias de Atacama y Coquimbo, políticos como Pedro León Gallo Goyenechea y Manuel Antonio Matta Goyenechea. Gallo, por ejemplo, fue reelecto por la misma zona en 1867, siendo reelegido en 1870, 1873 y 1876, para luego resultar electo senador desde 1876 hasta 1882. Con ello se prueba el enorme peso electoral de las elites y/o oligarquías regionales vinculadas al radicalismo, lo cual fue marcando una tensión con el centro santiaguino. 